# Xia Zanggor (sockenhuvudort i Kina, Qinghai Sheng, lat 34,07, long 100,70)
Xia Zanggor (kinesiska: 下藏科, 下藏科乡, 江千) är en sockenhuvudort i Kina. Den ligger i provinsen Qinghai, i den nordvästra delen av landet, omkring 300 kilometer söder om provinshuvudstaden Xining. Antalet invånare är 5 132. Befolkningen består av 2 388 kvinnor och 2 744 män. Barn under 15 år utgör 32 %, vuxna 15-64 år 62 %, och äldre över 65 år 4,0 %.
Runt Xia Zanggor är det mycket glesbefolkat, med 3 invånare per kvadratkilometer. Trakten runt Xia Zanggor består i huvudsak av gräsmarker.